# John Campbell Merriam
John Campbell Merriam (20 octobre 1869 - 30 octobre 1945) est un paléontologue américain.

## Biographie
C'est le premier paléontologue à avoir étudié les vertébrés fossiles sur la côte ouest américaine. Il est connu pour sa taxinomie des fossiles vertébrés du site fossilifère de La Brea Tar Pits, au cœur de Los Angeles, et en particulier pour sa description du célèbre genre Smilodon (tigre à dents de sabre).